# Еберхард (Наумбург-Цайц)
Еберхард също Епо (на немски: Eberhard, Eppo, † 5 май 1079 при Вюрцбург) е от 1045 до 1079 г. епископ на Наумбург. Той е капелан и важен съветник на крал Хайнрих IV.

## Биография
Еберхард е номиниран през 1045 г. от император Хайнрих III за епископ на Наумбург. През 1060 г. той придружава малолетния крал Хайнрих IV в похода до Унгария, сближава се с него и остава винаги на негова страна. Придружава Хайнрих IV до Каноса и с други епископи гарантира за него пред папа Григорий VII. Хайнрих IV поставя Еберхард през 1077 или 1078 г. за администратор на епископство Вюрцбург.
Еберхард умира при падане от кон през 1079 г. близо до Вюрцбург.